# Émission de variétés
Pour les articles homonymes, voir Variété.
Une émission de variétés est un programme télévisé de divertissement, souvent diffusée en soirée.
Commune aux chaînes du monde entier, la variété est un des plus anciens formats, apparu dès les tout débuts de la télévision qui tire son origine des spectacles de variétés, de music-hall et des vaudevilles. Composé d'une variété de prestations (d'où le nom), principalement des prestations musicales et des sketchs humoristiques, qui sont normalement présentés par un animateur. Parmi les autres types de performances on trouve aussi la magie, des numéros de cabaret, et de ventriloque. La variété se caractérise par sa grande diversité, allant des concerts télévisés, jusqu'aux télés-crochets. Le format de la variété a été un élément de base de la télévision depuis ses débuts (fin des années 1940) jusqu'aux années 1980. Parmi les programmes de variété les plus notables figurent le Concours Eurovision de la chanson, The Ed Sullivan Show, Top of the Pops, Champs-Élysées, Taratata ou encore The Voice.
Bien qu'encore très répandue dans certaines parties du monde, le développement de la télévision multicanal et l'évolution du goût (apparition de la téléréalité, concurrence avec les jeux télévisés et les talk-shows) ont affecté la popularité et l'audience des émissions de variété.

## Histoire

### Variétés aux États-Unis

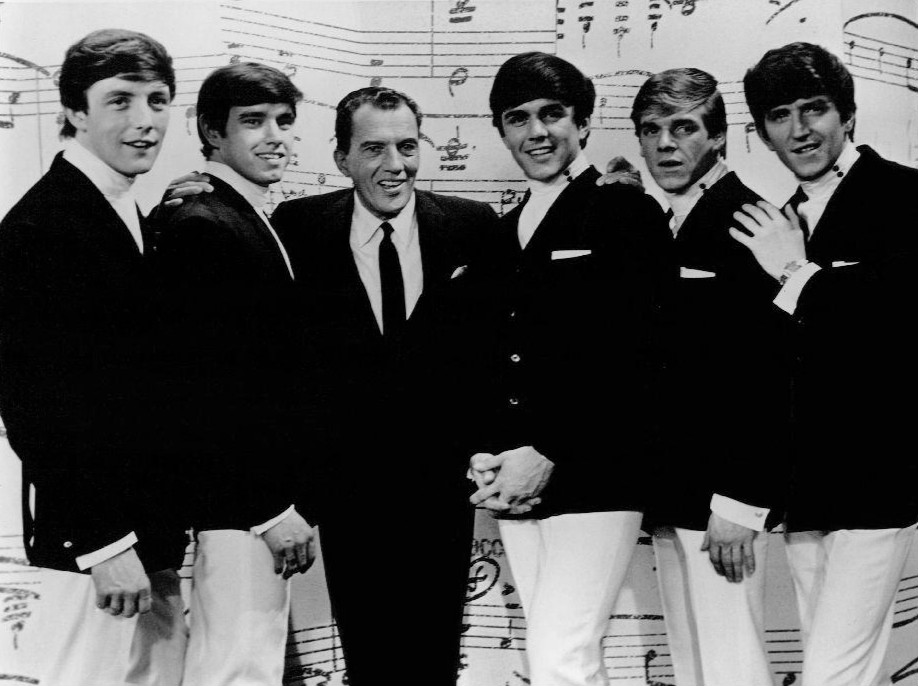
Ed Sullivan avec le groupe The Dave Clark Five lors d'un Ed Sullivan Show en 1964.

Le format de la variété télévisée tire son origine du théâtre de variétés, du music hall du Royaume-Uni et du vaudeville, des États-Unis.
D'anciens artistes de vaudeville comme les Marx Brothers, George Burns et Gracie Allen, W. C. Fields, et Jack Benny ont fait leurs armes d'humoristes dans le Borscht Belt avant de passer au cinéma, à la radio, puis à la télévision, incluant les spectacles de variétés. Sid Caesar est un des pionniers de la variété télévisée avec Your Show of Shows (1950-54) et Caesar's Hour (1954-57). De 1948 à 1971, The Ed Sullivan Show est l'un des plus populaires programmes télévisés de CBS. Pratiquant un humour fait de non-sens, Ed Sullivan a permis à de nombreux artistes d'obtenir leur « quinze minutes de gloire ». Sullivan fut en partie responsable de la popularité d'Elvis Presley et des Beatles.
ABC diffuse à partir du 4 janvier 1964, jusqu'au 7 février 1970 The Hollywood Palace, émission hebdomadaire d'une durée d'une heure (généralement le samedi soir) . Les Rolling Stones y font leur première apparition à la télévision Américaine.
La variété télévisée a atteint son apogée au cours des années 1960 et 1970. Les téléspectateurs pouvaient voir des spectacles réguliers et occasionnels mettant en vedette Dinah Shore, Bob Hope, Bing Crosby, Perry Como, Andy Williams, Julie Andrews, John Denver, Johnny Cash, Sonny and Cher, Carol Burnett, Sammy Davis, Jr., Dean Martin, ou Le Muppet Show. Des stars comme Shirley MacLaine, Frank Sinatra, Diana Ross, et Mitzi Gaynor, ont animé des émissions exceptionnelles faites pour n'être diffusée qu'une fois, aucun d'eux n'a jamais eu de programme régulier. Une sitcom comme The Brady Bunch pouvait inclure des spectacles de variétés. La variété fut un format incontournable de la télévision américaine au même titre que les westerns, les séries de procès, les drames, les thrillers, les sitcoms, ou (dans les temps plus modernes) la téléréalité.

### Variétés en France

#### Des origines aux années 1950
Si la télévision apparaît en France en 1935, il faut attendre l'après-guerre pour qu'elle propose les premiers formats télévisés. L'année 1948 voit la diffusion sur la Radiodiffusion française du Cabaret de la plume d'autruche première émission de variétés, diffusée à la fois à la télévision et à la radio, animée par Agnès Capri. L'émission était constituée de chanteurs, d'acteurs et de poètes venant réciter leurs œuvres.
La création de la RTF Télévision, amène les premières émissions régulières, dont deux émission vont représenter la variété des années 1950, 36 chandelles, et La Joie de vivre. Les deux émissions étaient diffusées chaque lundi en alternance. 36 chandelles présentée par Jean Nohain de 1952 à 1958, était diffusée en direct à partir de 20h30 jusqu'à minuit. Conçut à la manière d'un spectacle vivant, elle était présentée sur la scène d'une grande salle de spectacle parisien, comme l'Olympia, l'Alhambra ou le théâtre de l'Empire. Émission très populaire, Jean Nohain y recevait une cinquantaine d'invités par soir, dont la plupart des grandes vedettes du music-hall de l'époque (Luis Mariano,Yves Montand, Édith Piaf, Charles Trenet...). Elle fut aussi un tremplin pour faire connaitre à la télévision les humoristes Raymond Devos, Sim, le duo Poiret-Serrault, et fit découvrir Fernand Raynaud.
En parallèle, La Joie de vivre présentée par Henri Spade et Jacqueline Joubert de 1952 à 1960, proposait une émission basée sur le principe d'un invité vedette mis à l'honneur, qui évoquait les événements marquants de sa carrière, et à qui les animateurs réservaient des surprises, comme de retrouver son ami d'enfance. Ce principe fut repris ensuite par Gérard Louvin pour l'émission Sacrée Soirée. Autour de l'invité, d'autres artistes faisaient leurs prestations, et comme 36 chandelles l'émission fit découvrir des humoristes, dont le plus régulier fut Robert Lamoureux. Plusieurs artistes de renom furent les invités d'Henri Spade, entre autres, Maurice Chevalier, Jean Gabin, Édith Piaf, ou Annie Girardot. L'émission d'une durée de trois heures, est diffusée en direct, et présentée sur la scène du théâtre de l'Alhambra. En 1954 Jacqueline Joubert fut responsable de sa propre émission de variétés, Rendez Vous avec… produite dans les studios de Cognac-Jay, et qui fut diffusée jusqu'en 1965. Mélange de talk-show et de variété, l'émission, d'une durée d'un quart d'heure, présentait un artiste avec qui s'entretenait Jacqueline Joubert, entrecoupées de prestations musicales. Jacques Brel, Barbara ou Léo Ferré y furent invités.

#### Les années 1960

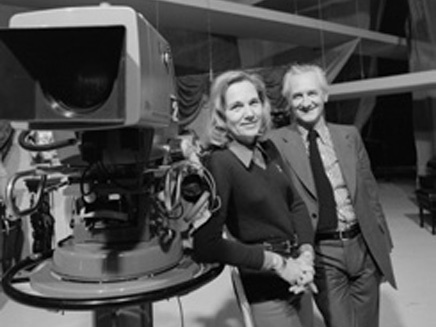
Le couple Maritie et Gilbert Carpentier, producteurs de plusieurs émissions de variété des années 1960.

La décennie des années 1960 voit le développement de la variété, lié à la modernisation des techniques de productions, la création de l'ORTF, l'apparition d'une deuxième chaine de télévision en 1964 et l'arrivée des producteurs Guy Lux et Maritie et Gilbert Carpentier, et des animateurs Albert Raisner, Jacques Martin et Michel Drucker. Commencée en 1956, L’École des vedettes marque la transition vers les années 1960. Animée par Aimée Mortimer et produite dans les studios des Buttes Chaumont, l'émission consiste à faire parrainer un jeune artiste par une vedette confirmée. L'émission est particulièrement notable pour avoir été la première apparition télévisée de Johnny Hallyday le 18 avril 1960, parrainé par Line Renaud. Diffusée en 1961, Toute la chanson émission de variétés d'une formule traditionnelle alterne sketchs et prestations musicales, animés par Francis Claude et Georges Ulmer, peu d'émissions furent produites.
Diffusée en mai 1961, Âge tendre et tête de bois présentée par l'harmoniciste Albert Raisner adopte un style moderne à une époque où émerge la musique yéyé. L'émission destinée à un public jeune et se voulant éclectique, va faire découvrir de nouveaux chanteurs et groupes venus du rock et de la pop comme Les Chaussettes noires, Johnny Hallyday, Sylvie Vartan, et aussi des artistes étrangers comme Stevie Wonder ou les Beach Boys. L'émission est arrêtée en 1964, et relancée par Raisner en 1965 sous un autre titre Tête de bois et tendres années jusqu'en 1968. Dans un registre similaire, Michel Drucker fait ses débuts d'animateur de variété en 1966 avec l'émission mensuelle Tilt Magazine elle aussi destinée aux jeunes, où les artistes se produisent accompagnés d'un orchestre sur scène, elle est, notamment, la première télévision de Michel Polnareff. L'émission incorpore aussi un jeu, incitant les téléspectateurs à voter pour une liste de chanson.
La variété française est surtout représentée à l'époque par les productions des Carpentier et de Guy Lux. Le couple de producteurs Maritie et Gilbert Carpentier, produisent à la fin de 1961 La Grande Farandole, émission de divertissement composée de numéros d'humour joués par une troupe d'artistes comiques menés par le duo Roger Pierre et Jean-Marc Thibault dont font partie, entre autres, Jacqueline Maillan, Jean Poiret et Michel Serrault, Francis Blanche, Maurice Biraud, et de prestations musicales. L'émission d'une ambiance conviviale, fait la part belle à l'improvisation, les artistes participant à des jeux, des parodies et jouent des sketchs. En 1963, s'inspirant de The Dean Martin Show (en) présenté par Dean Martin à la télévision américaine, les Carpentier lancent en 1963 le Sacha Show en choisissant comme animateur le musicien et chanteur de jazz, Sacha Distel un artiste pouvant être l'équivalent français du crooner américain. L'émission, reprenant le format des variétés américaines, se déroule en direct. Les artistes sont accompagnés d'un grand orchestre autour d'un invité d'honneur. Sacha Distel s'entoure aussi d'une bande d'artistes réguliers, dont font partie Aldo Maccione, Jean Yanne, Jean-Pierre Cassel et Petula Clark. 
Venu du jeu télévisé, et devenu populaire comme co-animateur avec Léon Zitrone d'Intervilles, Guy Lux produit et co-anime avec Anne-Marie Peysson en 1965 Le Palmarès des chansons. L'émission est diffusée en direct, les artistes étant accompagnés par le grand orchestre de Raymond Lefèvre. La séquence « Coup de chapeau à » met à l'honneur un artiste invité qui donne un mini récital, Jacques Brel y fit une prestation le 10 novembre 1966 après ses adieux à la scène y interprétant 11 chansons. Les téléspectateurs sont aussi invités à voter par courrier ou par téléphone pour une liste des chansons de l'artiste invité. Guy Lux présente aussi Télé Dimanche rendez-vous des dimanches après-midi, en succédant à Raymond Marcillac et est à l'origine du premier télé-crochet le Jeu de la chance rubrique régulière de l'émission dominicale présentée par Roger Lanzac. Le concours est à l'origine des carrières de Georgette Lemaire, Mireille Mathieu et Thierry Le Luron. Cependant la première émission de découverte de talents artistiques, fut Le Petit Conservatoire de la chanson conçue et présenté par Mireille en 1955, à l'origine radiophonique, pour devenir télévisée en 1960. Jacques Sanchez indique que c'est l'émission qui lança le plus grand nombre de vedettes, dont Alice Dona, Hugues Aufray, Pascal Sevran, Françoise Hardy, Jean-Jacques Debout, Michel Berger ou Yves Duteil.
Hormis Sacha Distel, deux autres chanteurs présentent leur propre émission. Guy Béart produit et présente en 1966 Bienvenue, diffusée en soirée tous les 15 jours, où il accueille pendant une heure dans une ambiance conviviale des invités venus de la chanson, du cinéma, ou du théâtre. L'émission se poursuivit jusqu'en 1974. Autre artiste bénéficiant de son émission Henri Salvador présente les soirées de réveillons de 1963 et 1964 et les Pirouettes Salvador en 1965 et les quatre Salves d'or diffusés en 1968 et 1969 qui alterne les sketchs joués par l'animateur et les prestations musicales avec les artistes invités.

### Variétés au Royaume-Uni
La Variété au Royaume-Uni a évolué dans les théâtres et les music-halls. La plupart des premiers artistes interprètes de télévision et de radios ont commencé leurs carrières dans les salles de spectacles ou dans les théâtres et revues aux armées lors de la seconde Guerre Mondiale. La consécration pour un artiste de variété durant des décennies était de faire chaque année sa prestation au Royal Command Performance dans le London Palladium, devant la famille royale britannique.
The Good Old Days — qui s'est déroulée à partir de 1953 jusqu'à 1983 — présentait des artistes modernes habillé en costumes de la fin de l'époque victorienne et début de l'époque édouardienne, faisant leur propres prestations ou jouant à la manière des artistes de music-hall de l'époque. Le public était également invité à s'habiller en costume d'époque.